# Orígenes de los malvinenses

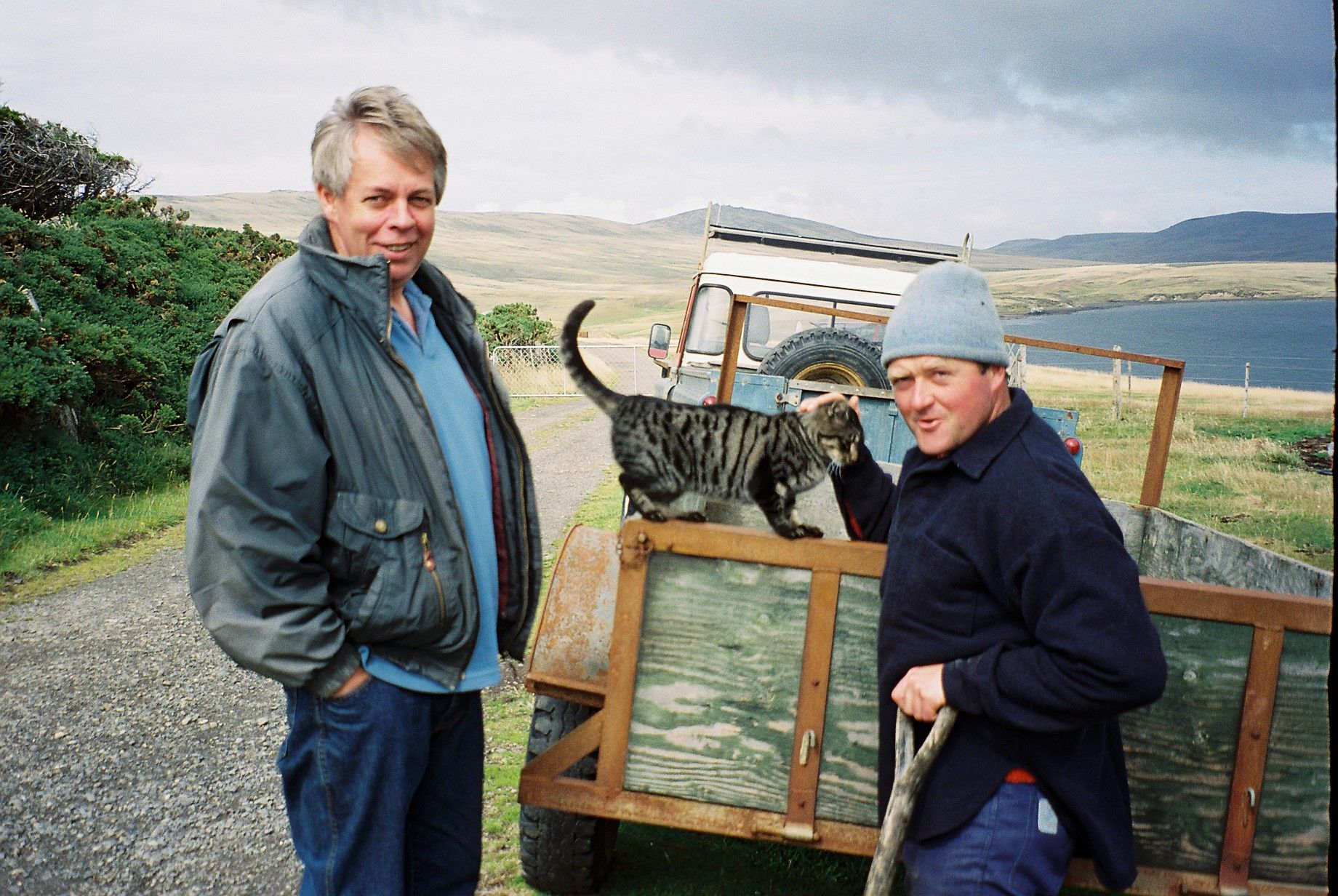
Malvinenses

Los malvinenses se derivan de diversos orígenes. Los primeros de ellos comprenden y descienden en parte de los colonos sudamericanos traídos por Luis Vernet, y pescadores ingleses y estadounidenses; gauchos rioplatenses que se establecieron en la década de 1840 y 1850, y desde la ocupación británica de 1833 los colonos británicos (especialmente desde Escocia y Gales) con una minoría de otros países europeos. También ha habido contribuciones recientes significativas de la isla Santa Elena y Chile.

## Los primeros colonos

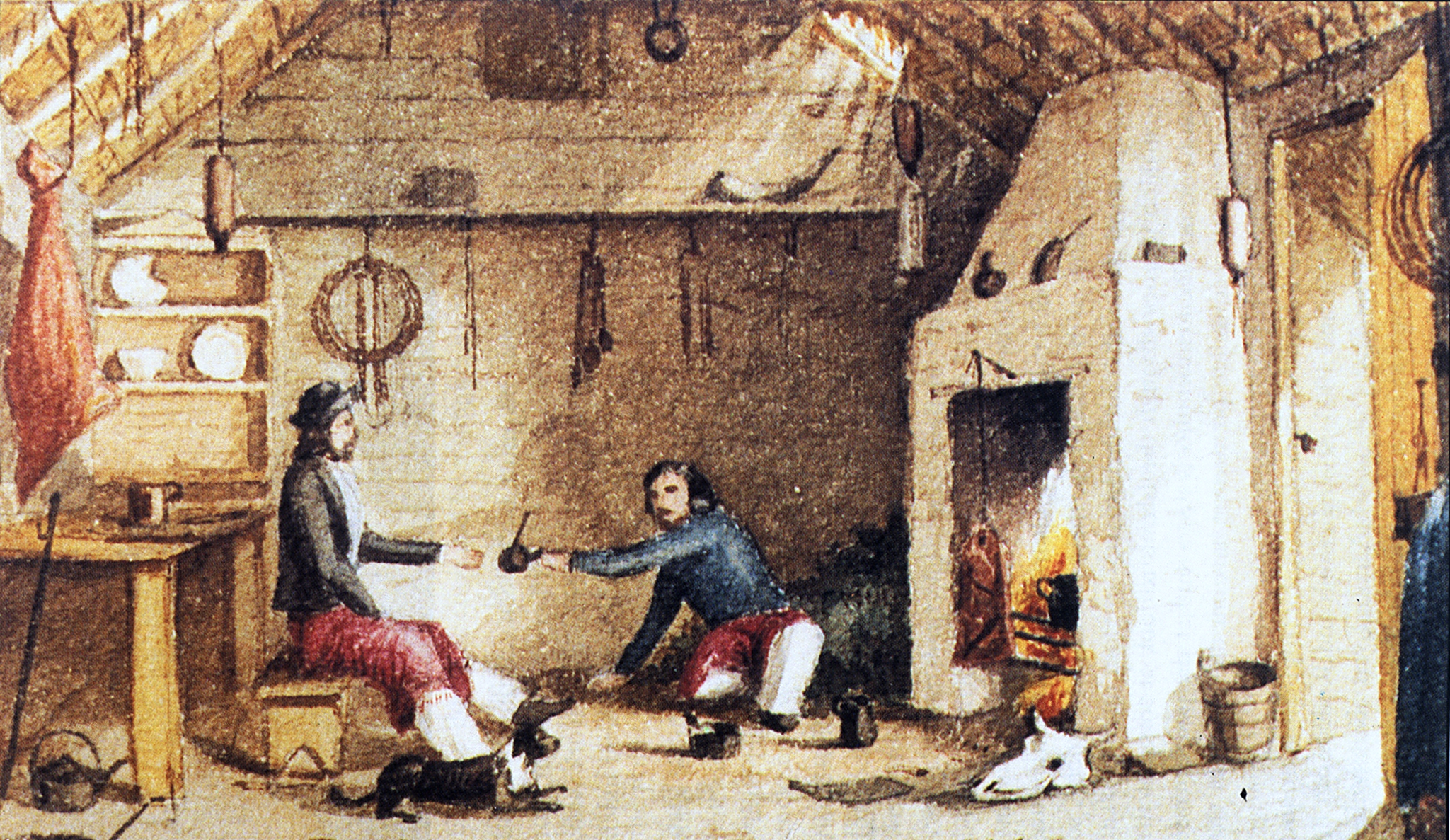
Gauchos malvinenses tomando mate en Hope Place - Saladero, Isla Soledad. Acuarela de Dale, director de Valle Esperanza en la década de 1850.

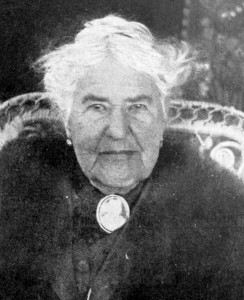
Malvina Vernet.

Tras el repliegue de las autoridades españolas asentadas en las islas en 1811, producto de las guerras de emancipación americanas, los únicos habitantes de las islas eran las personas que en sus diversas capacidades viajaban de ida y vuelta, llevan a cabo una variedad de actividades comerciales y de transporte, se refugiaron allí, a través de diversos esfuerzos intentado para colonizar las islas. Los más numerosos fueron los cazadores de focas estadounidenses que habían perseguido su industria en las Malvinas por lo menos desde la década de 1770, como ha señalado el secretario de Estado, Edward Livingston. El número medio embarcaciones inglesas y estadounidenses que operaban en el área se estimaba entre 40 y 50, lo que significa que varios cientos a miles de cazadores y pescadores estaban involucrados.
El asentamiento de Puerto Luis, establecido por Luis Vernet como parte de Argentina en el sitio de la antigua colonia española de Puerto Soledad, tenía unos 100 habitantes, en su punto más alto. En 1830 nació Matilde Vernet y Sáez, la primera malvinense.
En su relato de sus viajes en el HMS Beagle, el capitán Robert FitzRoy citó los números y la composición de los habitantes por un compañero oficial que había estado antes en el asentamiento. De acuerdo con esa fuente había alrededor de 100 personas en el asentamiento, que comprendía:

25 gauchos y 5 indios, 2 familias holandesas, 2 o 3 ingleses, una familia alemana, el resto eran españoles y portugueses, pretendiendo seguir a algún comercio, pero haciendo poco o nada. Los gauchos que dije eran de Buenos Aires y su capataz un francés.

Entre 1831 y 1832, la población se redujo por diversos medios no relacionados con la llegada británica del 2 de enero de 1833. Luis Vernet y su familia salieron de las Malvinas, y regresaron a Buenos Aires en noviembre de 1831 después de su acción que implicaba el uso de la fuerza contra los cazadores de focas estadounidenses, mientras que el buque de guerra estadounidense USS Lexington, el comandante Silas Duncan arrestó a 7 residentes que él consideraba responsable de la retención de buques estadounidenses, y también fueron transportados de las islas otras 33 personas, incluyendo familias. Como así también causó daños materiales al asentamiento. En su informe sobre el incidente Duncan dice que los individuos apreciaron la oportunidad de retirarse de allí y que provenían de Buenos Aires y Montevideo, notando también la presencia de alemanes entre los sujetos que emigraron de las islas.
El 5 de enero de 1833, en el momento en que las autoridades y militares argentinos fueron expulsadas por la invasión británica de las islas, 27 de los colonos originales de Vernet y 2 residentes temporales permanecieron en Puerto Luis. Estos incluyeron 12 gauchos argentinos y su capataz francés; 5 indios uruguayos, 3 mujeres de la parte continental de América del Sur y sus dos hijos. Otras nacionalidades registradas fueron irlandeses, escoceses, alemanes y norteamericanos, lo que representó una pequeña población de unas 7 nacionalidades diferentes.

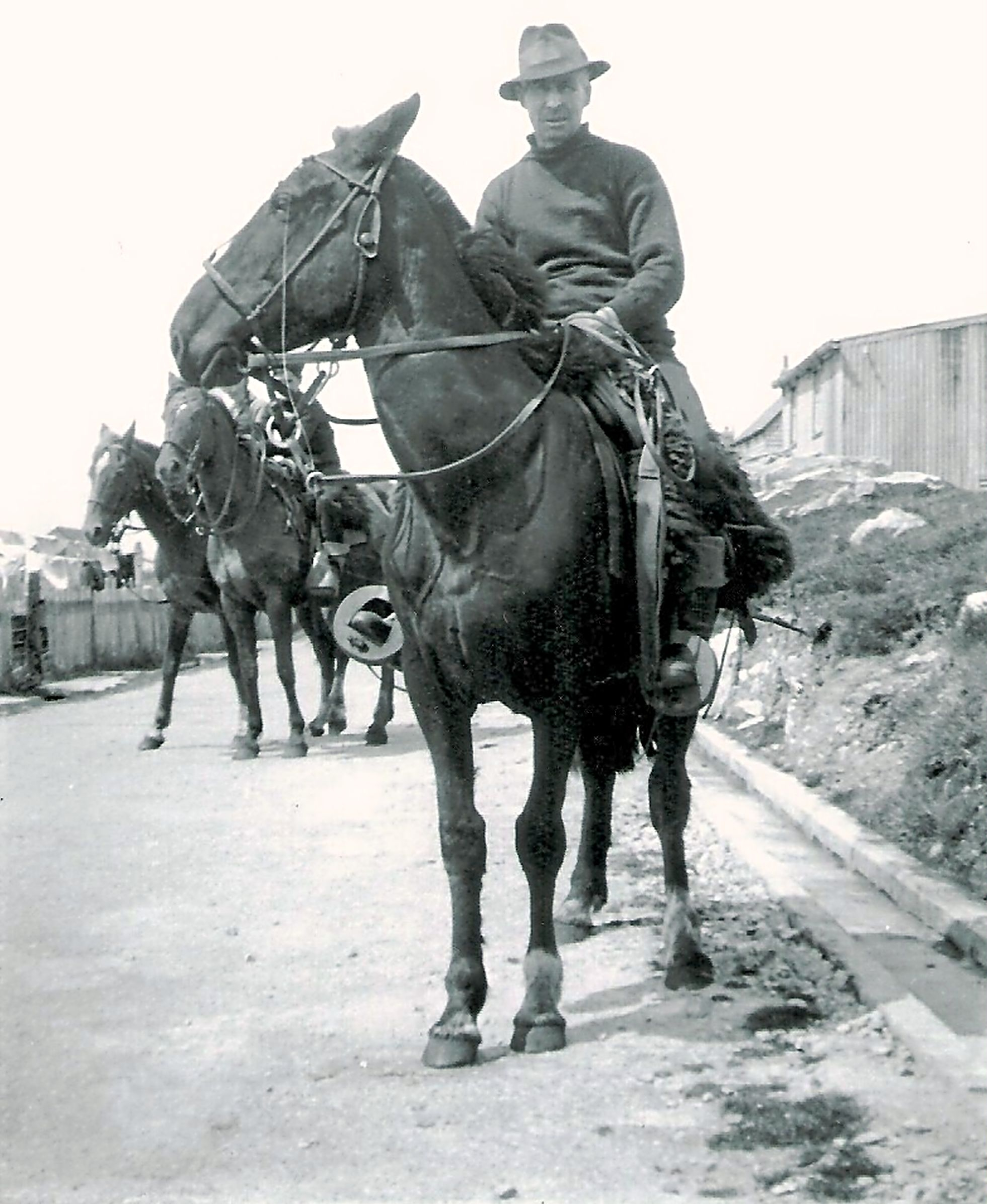
Un isleño vistiendo un típico estilo malvinense con el sombrero gaucho, c. 1936.

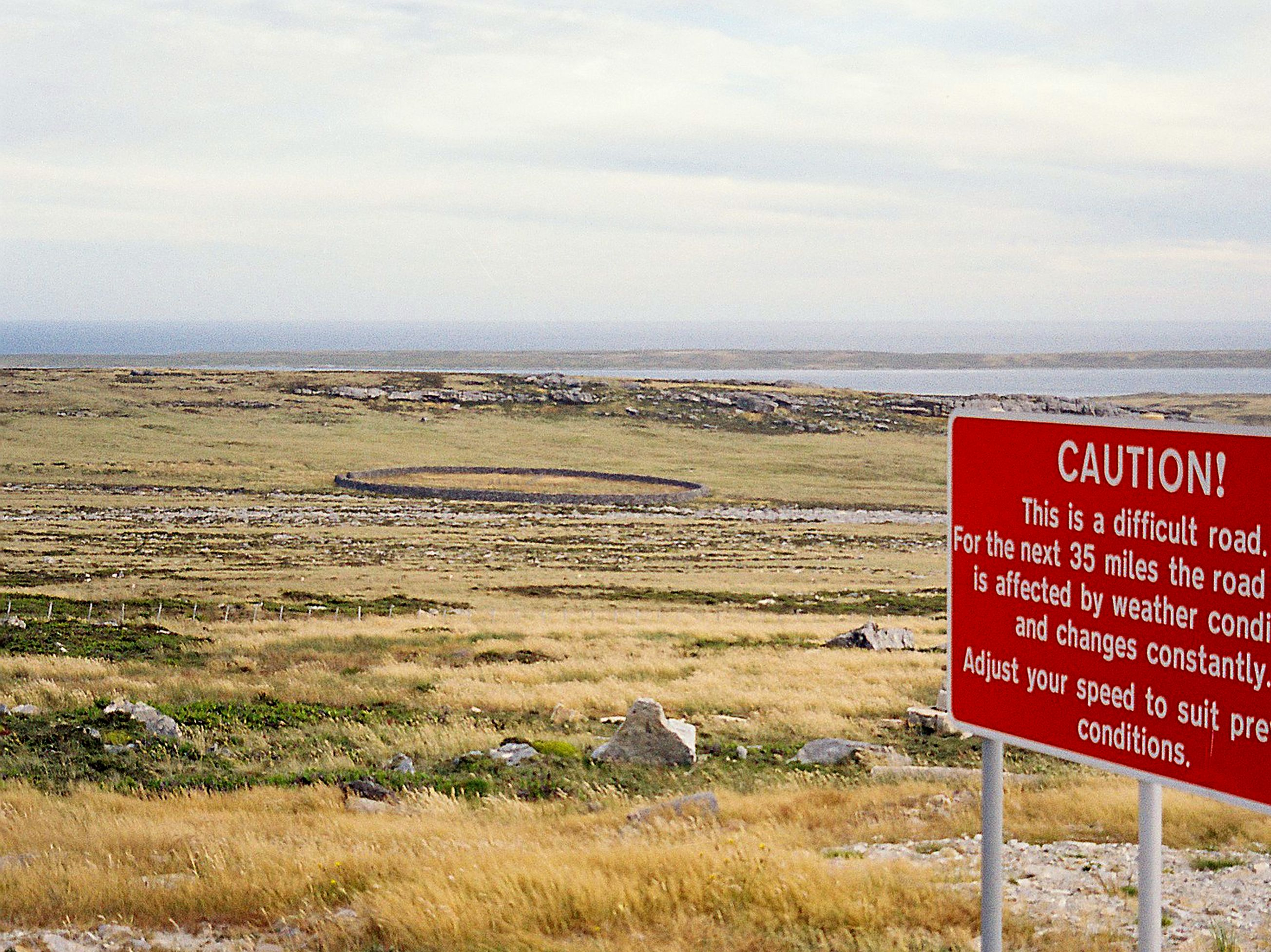
Corral de piedra gaucho stone corral en Cerro Zapador, isla Soledad. Data de 1840

Una idea de la situación de la población local hacia marzo de 1833 es proporcionada por el capitán Fitzroy que describe la escena de una población con base en tierra que está ampliamente superada en número por los muchos barcos que surcan por comercio alrededor de las islas, sin ser regulada por autoridad alguna:

Los gauchos deseaban abandonar el lugar, y volver al Plata, pero como eran los únicos trabajadores útiles en las islas, de hecho, las únicas personas en quienes cualquier dependencia podría ser colocado por un suministro regular de carne de vacuno fresca, me interesaba a mí mismo tanto como sea posible para inducirlos a seguir permaneciendo, y con un éxito parcial, se quedaron siete de los doce... Aunque el clima es mucho más frío que el de Buenos Aires, los gauchos dormían al aire libre, cuando es en interiores, debajo de sus sillas de montar, tal como lo hacen en la latitud de 35°. Mientras trabajna sin carga en el asentamiento juegan y pelean con cuchillos largos, dándose heridas graves. Con sus ponchos sueltos, sombreros encorvados, pelos largos, piel oscura y los ojos indígenas, son los personajes más en forma para el lápiz de un artista que para la tranquilidad de un hogar colono laborioso. Además de estos gauchos, vimos cinco indios, que habían sido tomados por las tropas porteñas, o sus aliados, y les permitieron salir de la cárcel con la condición de ir con el Sr. Vernet a las Malvinas. Incluyendo a los tripulantes de una treintena de barcos balleneros, que se ciernen sobre o en el ancla entre las islas, y los hombres de varios buques estadounidenses, todos armados con rifles, los cazadores ingleses con sus clubes, también dotado de fusiles; estos degollados mirando a los gauchos; los descontentos, los presos indígenas abatidos, y las tripulaciones de varios barcos balleneros franceses - que no podían o no querían ver por qué ellos no tenían el mismo derecho a las islas como los ingleses - no había falta de los elementos de discordia, y que estaba con el corazón encogido y presagios sombríos que tenía ganas de que los meses que podrían transcurrir sin la presencia de un buque de guerra - o la apariencia de cualquier autoridad ordinaria.

Charles Darwin, quien visitó las Malvinas en 1833 y 1834, quedó muy impresionado por la experiencia de sus dos ayudantes gauchos en la exploración del interior de la Isla Soledad:

St Jago pronto se separó una vaca gorda arrojó sus bolas, que llegaron a las piernas, pero no la enredaron: se le cayó su sombrero para marcar el lugar donde cayeron las bolas, desenrolló su lazo y otra vez que se inició la persecución, por fin, la cogió alrededor de los cuernos. (...) La carne asada con la piel (carne con cuero) es conocido sobre todas estas partes de Sudamérica por su excelencia - que tiene la misma relación con la carne vacuna común, lo que hace a la carne de venado cordero. - Estoy seguro de que si algún digno regidor venía una vez para probarlo, la carne con cuero pronto se celebraría en Londres. ( ... ) Nosotros dormimos en un valle en la lengua de tierra que une el Rincón del Toro, la gran península hasta el punto suroeste de la isla. El valle estaba bastante bien protegida del viento frío, pero había muy poca maleza para hacer un fuego, los gauchos pronto encontraron lo que para mi sorpresa se hizo casi tan caliente como un fuego de carbones, fueron los huesos de un buey, pero últimamente ya comida toda la carne interceptada por los buitres. Me dijeron que en época de invierno a menudo han matado a un animal, limpiaron la carne de los huesos con sus cuchillos, y luego con estos mismos huesos asaron la carne para la cena. Qué recursos curiosos son necesarios para poner a los hombres a descubrir!

De acuerdo con la encuesta del teniente B.J. Sullivan en las Malvinas, corroborada por otras fuentes, en 1838 el entonces el único asentamiento en Puerto Luis tenía una población de 40 a 45 residentes entre ellos algunos gauchos y mujeres provenientes de los colonos de Luis Vernet. La población creció a 50 en 1841 y 200 en 1849, impulsado por la construcción de Puerto Argentino/Stanley, la nueva capital con mejores instalaciones portuarias que se inauguró en 1845. Los recién llegados incluyen más gauchos de América del Sur y pensionistas militares, agricultores y pastores de las islas británicas. El censo de 1851 registró en Malvinas unos 20 hombres diciendo 'Gaucho' de profesión, en su mayoría de nacionalidad "Sudamericana", con 8 de ellos con mujeres y niños de corta edad.
Richard Moody, uno de los primeros gobernadores británicos de las islas, recomienda en su despacho 13 de 1842:

Los colonos que mejor se adaptaban a colonizar estas islas estaban entre la población trabajadora de las Orcadas y las Shetland, acostumbrados a una vida robusta y tanto marineros como "landmen"...

### Influencia sudamericana
La más antigua conocida de los colonos británicos de las Malvinas era Carmelita Penny que había llegado como un esclava después de 1826. Sus hijos José Simón, Manuel Coronel Jr. y Richard Penny Jr. eran isleños nativos, nacidos en 1831, 1834 y 1837 respectivamente, cuyos padres habían sido residentes en las islas antes de 1833. Entre los primeros habitantes de las islas de origen porteño fueron el gaucho Manuel Coronel, Santiago López (el St Jago de Darwin), Charles Kussler, Antonina Roxa, y otro esclavo Gregoria Madrid. La más notable entre ellos era Antonina Roxa cuyo trabajo se manifestó en diversos oficios (era una gaucha hábil, y trabajó como tal en el Valle Esperanza, además de ser comadrona). Se volvió propietaria de 24 km² de granja y un valioso espacio en Puerto Stanley. La contribución de América del Sur a la etnogénesis malvinense se registra aún más por el Comodoro Augusto Lasserre de la Armada Argentina, que viajó extensamente por las islas, según su relato había hasta 20 isleños nacidos en Argentina en 1869, «de trabajo, ya sea como trabajadores o capataces en los ranchos, ya que en este tipo de trabajo son mejores que la mayoría de los extranjeros».

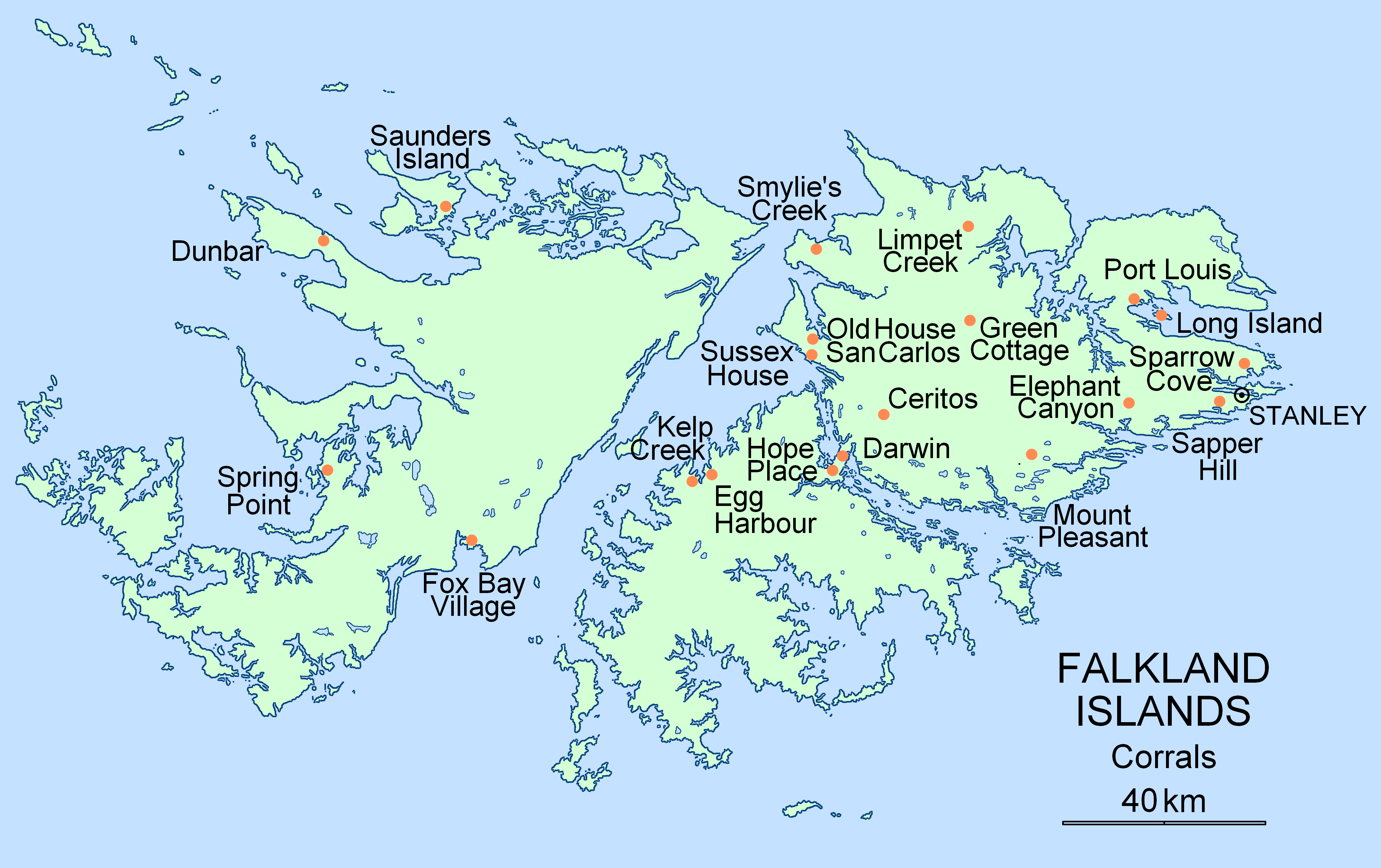
Localización de los corrales gauchos en las islas.

Los isleños nacidos en el continente de América del Sur han contribuido a dar forma a la identidad malvinense desde 1820 hasta los años 1850, y hoy en día su legado es visible en la genealogía de las Malvinas (hasta la actualidad hay descendientes de los viejos gauchos, que perduran en algunos apellidos como Pitaluga y Llamosa, por ejemplo), en su habla local y la toponimia.
Una serie de modernos isleños tienen alguna nación del continente sudamericano entre sus antepasados del siglo XIX, en su mayoría gauchos uruguayos que se establecieron en las islas en relación con el desarrollo de la ganadería y la industria de la cría de ovejas que formaba como la columna vertebral de la economía de las Malvinas durante algo más de un siglo, hasta las pesquerías de altura que asumieron ese papel en la década de 1980. Con el tiempo, los gauchos participaron en la colonización de la deshabitada isla Gran Malvina en los años 1860 y 1870, aunque en ese momento muchos de ellos eran de origen europeo (escoceses, de Gibraltar, etc). Hay unas dos docenas de corrales de piedra construidas repartidas por el Camp - monumentos históricos pintorescos entre la década de 1840 y la de 1870, la época en que los pioneros que se asentaron y desarrollaron en la isla fuera de Puerto Luis y Puerto Stanley.
Hoy en día en el inglés malvinense existen vocablos tomados como préstamo del español rioplatense (hablados por los gauchos argentinos y uruguayos) son utilizados para denominar tipos de caballos y los colores de su pelaje, por ejemplo: ‘alizan’, ‘colorao’, ‘negro’, ‘blanco’, ‘gotiao’, ‘picasso’, ‘sarco’, ‘rabincana’, ‘malacara’, etc., y otros para elementos de equitación: ‘apero’, ‘palenque’, ‘bosal’, ‘cabresta’, ‘bastos’, ‘cinch’, ‘conjinilla’, ‘meletas’, ‘freno’, ‘rezao’, ‘manea’, ‘tientas’, ‘tordillo’, ‘manares’, ‘recado’, ‘poncho’, etc. Otra palabra utilizada hacia el siglo XIX (pero hoy en desuso) era ‘saladero’, que era un lugar donde la carne se conservaba mediante salazón. El vocabulario también incluye palabras como ‘zaino’, ‘bolichero’, ‘borrego’, ‘capataz’, ‘carreta’, ‘rebenque’, ‘carne con cuero’, etc. Además, los aperos del caballo son designados en español y pronunciados por los isleños de la misma forma que en el acento rioplatense. También, las áreas rurales son denominadas ‘the Camp’, en referencia a la palabra en español "campo" y el extinto zorro malvinense (Dusicyon australis) en inglés también es referido como ‘warrah’, proveniente del nombre dado por los gauchos rioplatenses (guará) al verlo semejante al aguará guazú. En el idioma guaraní guará o aguará significa cánido silvestre.
Por otra parte, la toponimia británica conserva algunos nombres adaptados a los dados por los franceses y españoles, aunque la Argentina en algunos casos reivindica una toponimia propia. Los toponímicos dados por marineros británicos, franceses y españoles en los primeros tiempos se refieren a islas, rocas, bahías y cabos. Pero, a partir de mediados del siglo XIX, los nombres de origen español suelen identificar ubicaciones y características de la geografía de tierra adentro, como un reflejo de la necesidad de orientación, delimitación y gestión de la ganadería por parte de los gauchos que habitaban las islas; entre otros, los nombres descriptivos incluyen: ‘Rincón Grande’, ‘Ceritos’, ‘Campito’, ‘Cantera’, ‘Terra Motas’, ‘Malo River’, ‘Brasse Mar’, ‘Camp Verde’, ‘Dos Lomas’, ‘Chancho Point’, ‘Torcida Point’, ‘Pioja Point’, ‘Mid Rancho’, ‘Estancia’, ‘Oroqueta’, ‘Piedra Sola’, ‘Laguna Seco’, ‘Manada’, ‘Boca Wall’, ‘Bombilla House’, ‘Warrah River’, ‘Flores Harbour’, ‘Salvador’, etc.

## Finales delsigloXIXa principios delsigloXX
El desarrollo de la industria de la cría de ovejas en la segunda mitad del siglo XIX fue acompañado por una considerable inmigración, el aumento de la población de siete veces en cincuenta años, de 287 en 1851 a 2043 en 1901. La gran mayoría de los inmigrantes en ese período procedían de las islas británicas, sobre todo de Escocia. Los escoceses eran particularmente comunes en Puerto Darwin, que trabajaban en la finca principal de la Falkland Islands Company. Muchos de ellos procedentes de las Orcadas y Shetland, que tienen un clima similar al de estas áreas y pertenecían a la Iglesia libre de Escocia.
Un impulso adicional para el crecimiento demográfico provino de la expansión de las actividades portuarias de la capital en el servicio de los buques que navegan entre el océano Atlántico y el océano Pacífico a través del estrecho de Magallanes o el cabo de Hornos. El puerto era particularmente ocupado durante la fiebre del oro de California, remitiendo después de la apertura del canal de Panamá en 1914.
El siglo XX trajo consigo una nueva industria en la región, la caza de ballenas en la Antártida y en isla San Pedro, que apoyó una población flotante que varíaba de unos cientos en invierno a más de mil en verano. Algunos isleños encontraron empleo con bases balleneras de Georgia del Sur o en los buques, mientras que algunos balleneros se establecieron en las Malvinas para mezclarse con la población local. Los balleneros fueron predominantemente de origen escandinavo (noruegos, suecos y daneses), con una minoría de británicos, alemanes, y una variedad de otras naciones europeas. Como consecuencia tanto del crecimiento demográfico natural y la inmigración en curso, la población de las Islas Malvinas alcanzó un máximo de 2392 habitantes en el censo de 1931, una cifra que no se superó hasta finales del siglo XX.

## Posguerra de las Malvinas

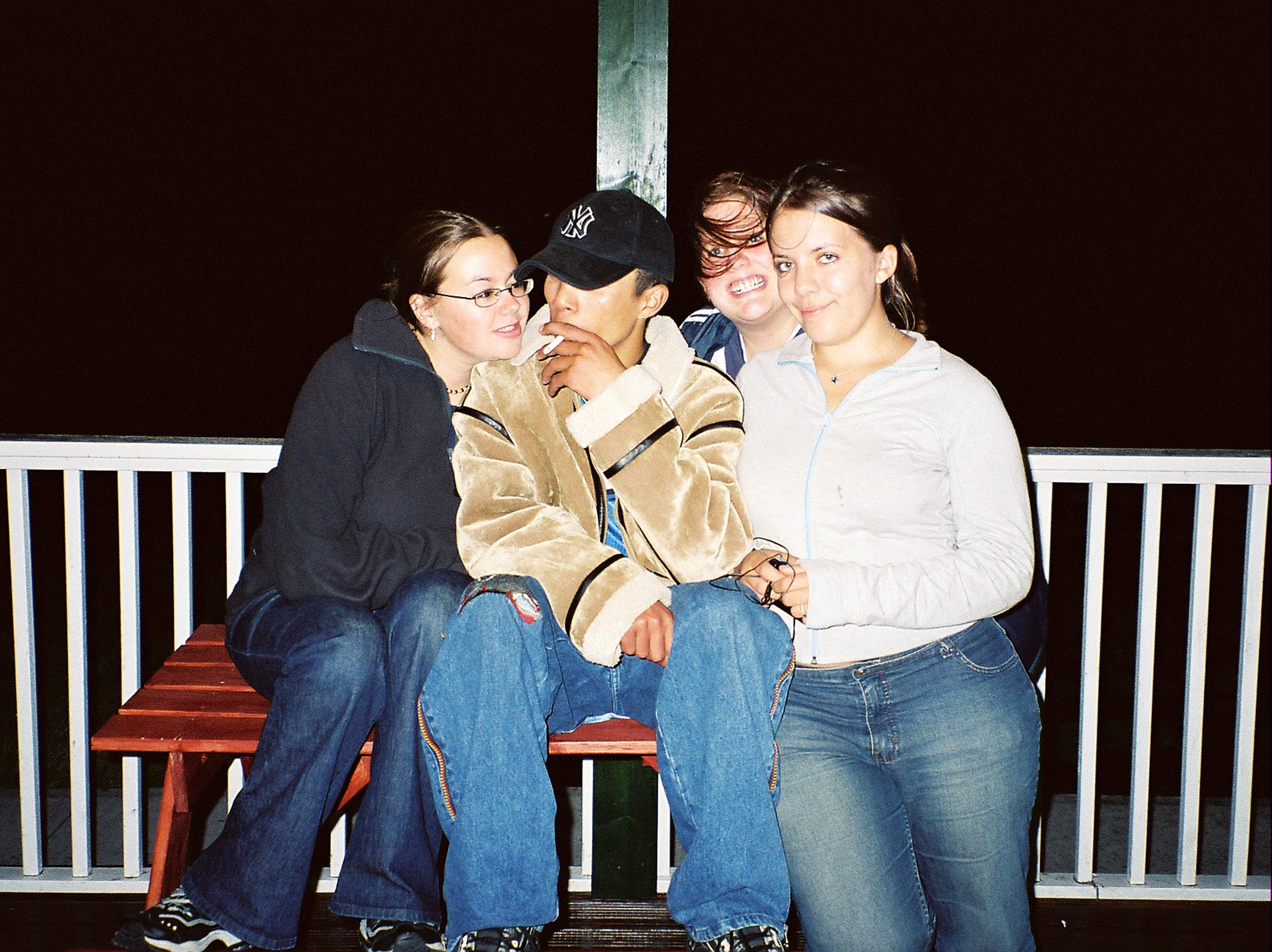
Jóvenes isleños

Después de haber contraído una población tan baja de 1813 habitantes en la década de 1980, ya después de la guerra de las Malvinas el número de habitantes de las islas ha aumentado constantemente hacia 3100 en una estimación de 2007. Ese nuevo crecimiento fue apoyado por una economía próspera, con el monocultura de lana para dar paso a actividades económicas más diversificada, como la pesca y el turismo, aumentada con los servicios relacionados con la guarnición milita , así como al papel de las islas como una de las principales puertas de entrada a la vecina de la Antártida. Según el censo de 2001, las personas que se han asentado en las Malvinas durante la última década provenían del Reino Unido (un 30 por ciento de toda la población excepto los residentes en relación con la guarnición militar de la Base Aérea de Monte Agradable), Santa Elena, Ascensión y Tristán de Acuña (un 6 por ciento; 15,8 por ciento si las personas residentes en relación con la guarnición militar se incluyeron), Chile (3 por ciento), Australia y Nueva Zelanda (2,3 por ciento), Argentina (1 por ciento - alrededor de 30 habitantes -), seguido por Rusia, Alemania, Francia, con contribuciones de menor importancia por varias docenas de otras naciones de seis continentes. También habitan personas nacidas en el territorio de las islas Georgias del Sur y Sandwich del Sur en la década de 1980.
El censo de 2012 arrojó unos 2932 habitantes (excluyendo a personal y militares de la Base Aérea de Monte Agradable y sus familiares). La mayoría de los residentes describieron su nacionalidad como "Falkland Islander" (un 59 %), seguido por los británicos (29 %), originarios de Santa Helena (9,8 %) y chilenos (5,4 %). En el mismo censo también se indicó que unos 38 nacidos en la parte continental de la Argentina viven en las islas, de las cuales solo cinco tenían la ciudadanía argentina.
El principal grupo de inmigrantes que actualmente ha influenciado el dialecto propio y cultura de las islas es la comunidad chilena, que posee alrededor de 250 residentes hacia 2012. Ellos están integrados con la población local y su presencia también se siente en la ocupaciones que realizan y en los productos vendidos en supermercados.

## Evolución de la identidad local
La mayoría de los habitantes de las Malvinas actuales (también llamados kelpers, o Falkland Islanders o Islanders en inglés), son británicos por la ciudadanía y orígenes. Son considerados como una de las naciones y «mini-naciones» del Reino Unido y los territorios británicos de ultramar, incluyendo también Inglaterra, Escocia, Gales, Irlanda del Norte, las islas del Canal, Gibraltar, Santa Elena, Bermudas, Islas Caimán, etc. Junto con su identidad británica común, cada uno de ellos tiene su propia identidad diferenciada en forma en las respectivas circunstancias particulares de la historia de la evolución política, económica, social y cultural. Según Lewis Clifton, expresidente de la Asamblea Legislativa de las Islas Malvinas, los isleños no son una excepción:

Valores culturales, económicos, sociales, políticos y educativos británicos crean un único británico como en las Islas Malvinas. Sin embargo, los isleños se sienten claramente diferentes de sus compatriotas que residen en el Reino Unido. Esto podría tener algo que ver con el aislamiento geográfico o con vivir en una isla más pequeña - quizás semejante a aquellas personas británicas que no se sienten europeas.

Además del aislamiento geográfico, el surgimiento de una identidad nacional distinta del isleño de Malvinas junto con la identidad británica originalmente indiferenciados fue posiblemente influenciado por los procesos de traspaso de competencias que tienen lugar entre las naciones del Reino Unido:

Las últimas aspiraciones de devolución de Gales y Escocia pueden ser un factor. Ningún estudio sociológico siempre ha sido el encargado de tratar de identificar una teoría plausible, por lo que es difícil de elaborar en esta dicotomía emergentes, pero se ha producido un cambio sociológico significativo.

Desde la década de 1960, la dimensión política de la identidad malvinense ha desarrollado en torno a la campaña por el reconocimiento del derecho de los isleños a la autodeterminación. La clave para ello fue la creación de un comité en 1968, el reconocimiento del Reino Unido del derecho a la libre determinación después de que los isleños rechazaron la llamada "propuesta leaseback" presentada por el Ministerio de Relaciones Exteriores y de la Mancomunidad de Naciones en 1980, y la nueva Constitución promulgada en Malvinas en 1985. La Constitución confiere el poder político en la Asamblea Legislativa de las Malvinas elegido en lugar de los gobernadores coloniales.
Los isleños se consideran una nación, la etnogénesis de los cuales no es diferente a la de otras naciones de inmigrantes típicos de las Américas, Australia o Nueva Zelanda, de hecho no es diferente que el caso de los países vecinos de Sudamérica, como ha señalado el legislador Mike Summers:

Somos tanto a un pueblo como los de Argentina, Uruguay, Brasil y Chile y muchos otros países de América del Sur, cuyos habitantes son de origen principalmente europeo o africano.

En el censo de 2012 por primera vez no se brindó información sobre el lugar de nacimiento de los habitantes, sino su «identidad nacional». El «resultado» fue que 59% respondieron «Falkland Islander» y 29% británica. Según la postura argentina, esto significó una «clara muestra» de que muchos de los que se autodefinen como «isleños» son en realidad ciudadanos británicos llegados de Europa. La mayoría de ellos se desempeña en el gobierno o la legislatura, en empresas o como formadores de opinión en los medios locales.

### Situación con Argentina
Un aspecto específico de la identidad local es la relación humana de los isleños que tradicionalmente mantuvieron con Chile y Uruguay, y principalmente después de la guerra de 1982, el rechazo de gran parte de la población local al reclamo de soberanía argentino.
Desde la posición argentina del conflicto, los isleños son ciudadanos argentinos y pueden solicitar un certificado de nacimiento argentino, un Documento Nacional de Identidad y un pasaporte argentino, así lo desean. Esto ha ocurrido con varios isleños. Además, desde esta posición consideran inaplicable la autodeterminación de los isleños, afirmando que no tiene valor legal y que se trata de una «población trasplantada» por el Reino Unido tras la invasión de 1833:

El referéndum de autodeterminación no se aplica a las Malvinas. No es una población colonizada, es un territorio colonizado.
Hector Timerman.

Además, Argentina hace notar que la Resolución 2065 (XX) instó a la Argentina y al Reino Unido a resolver la disputa a través de negociaciones, teniendo en cuenta los intereses y no los deseos de los isleños. Argentina no considera que corresponda a esa población, decidir a cuál de los dos países pertenece el territorio, considerando que los isleños no constituyen un pueblo preexistente, son súbditos británicos y, como tales, no pueden ser los árbitros de un conflicto en el cual el Reino Unido es parte. Con este razonamiento, solo hay dos partes en la disputa de soberanía, la Argentina y el Reino Unido.